# West Indies Cricket Team in England in der Saison 1988
Die Tour des West Indies Cricket Teams nach England in der Saison 1988 fand vom 19. Mai bis zum 8. August 1988 statt. Die internationale Cricket-Tour war Bestandteil der Internationalen Cricket-Saison 1988 und umfasste fünf Tests und drei ODIs. Die West Indies gewannen die Test-Serie 4–0, während England die ODI-Serie 3–0 gewann.

## Vorgeschichte
Für beide Mannschaften war es die erste Tour der Saison.
Das letzte Aufeinandertreffen der beiden Mannschaften bei einer Tour fand in der Saison 1985/86 in den West Indies statt.

## Stadien
Die folgenden Stadien wurden für die Tour als Austragungsort vorgesehen.
| Stadion                     | Stadt      | Kapazität | Spiele          |
| --------------------------- | ---------- | --------- | --------------- |
| Edgbaston Cricket Ground    | Birmingham | 24.803    | 1. ODI          |
| Headingley Stadium          | Leeds      | 17.000    | 4. Test; 2. ODI |
| The Oval                    | London     | 23.500    | 5. Test         |
| Lord’s Cricket Ground       | London     | 30.000    | 2. Test; 3. ODI |
| Old Trafford Cricket Ground | Manchester | 19.000    | 3. Test         |
| Trent Bridge                | Nottingham | 15.350    | 1. Test         |

## Kaderlisten
| Test | Test | ODI | ODI |
| England | West Indies | England | West Indies |
| --- | --- | --- | --- |
| - Bill Athey - Rob Bailey - Chris Broad - David Capel - John Childs - Chris Cowdrey - Tim Curtis - Phil DeFreitas - Graham Dilley - Paul Downton - John Emburey - Neil Foster - Mike Gatting - Graham Gooch - David Gower - Paul Jarvis - Allan Lamb - Matthew Maynard - Martyn Moxon - Derek Pringle - Jack Richards - Gladstone Small - Robin Smith | - Curtly Ambrose - Keith Arthurton - Kenny Benjamin - Jeff Dujon - Gordon Greenidge - Roger Harper - Desmond Haynes - Carl Hooper - Gus Logie - Malcolm Marshall - Patrick Patterson - Viv Richards - Richie Richardson - Courtney Walsh | - Chris Broad - Phil DeFreitas - Graham Dilley - Paul Downton - John Emburey - Mike Gatting - Graham Gooch - Allan Lamb - Monte Lynch - Derek Pringle - Neal Radford - Gladstone Small | - Curtly Ambrose - Kenny Benjamin - Ian Bishop - Jeff Dujon - Gordon Greenidge - Roger Harper - Desmond Haynes - Carl Hooper - Gus Logie - Malcolm Marshall - Viv Richards - Richie Richardson - Phil Simmons - Courtney Walsh |

## Tour Matches
| 7. – 10. Mai Scorecard | Hove | West Indians 561-9d (146) & 305-5d (74) | – | Sussex 252 (77.5) |
|                        |      | Remis                                   |   |                   |

| 8. Mai Scorecard | Arundel | West Indians 201-5 (40/40)       | – | Duchess of Norfolk's Invitation XI 135-5 (40/55) |
|                  |         | West Indians gewinnt mit 66 Runs |   |                                                  |

| 12. Mai Scorecard | Birmingham | West Indians 279-5 (50)          | – | Hampshire 186-6 (50) |
|                   |            | West Indians gewinnt mit 93 Runs |   |                      |

| 14. – 15. Mai Scorecard | Taunton | Somerset 113 (42.2) & 146 (56.2)    | – | West Indians 251 (74) & 12-0 (1.5) |
|                         |         | West Indians gewinnt mit 10 Wickets |   |                                    |

| 25. – 27. Mai Scorecard | Bristol | West Indians 257 (70) & 233 (59.3) | – | Gloucestershire 140 (34.5) & 98-1 (24) |
|                         |         | Remis                              |   |                                        |

| 28. – 30. Mai Scorecard | Worcester | Worcestershire 321-3d (96.1) | – | West Indians 170-5 (54) |
|                         |           | Remis                        |   |                         |

| 8. – 10. Juni Scorecard | Manchester | West Indians 287-5 (103.2) | – | Lancashire 238-6 (80) |
|                         |            | Remis                      |   |                       |

| 11. – 13. Juni Scorecard | Northampton | West Indians 288 (89.2) & 345-8d (105) | – | Northamptonshire 232 (92.2) |
|                          |             | Remis                                  |   |                             |

| 23. – 24. Juni Scorecard | Cambridge | West Indians 355-9d (92.3)                          | – | Oxford and Cambridge Universities 38 (24.5) & 145 (48.3) (f/o) |
|                          |           | West Indians gewinnt mit einem Innings und 172 Runs |   |                                                                |

| 25. – 26. Juni Scorecard | Canterbury | West Indians 275 (95.4)                           | – | Kent 85 (36.5) & 151 (54.5) (f/o) |
|                          |            | West Indies gewinnt mit einem Innings und 43 Runs |   |                                   |

| 9. – 10. Juli Scorecard | Trowbridge | West Indians 358-5d (92) | – | Minor Counties 18-1 (6) |
|                         |            | Remis                    |   |                         |

| 13. – 15. Juli Scorecard | Swansea | West Indians 302-3d (89) & 67-1 (23) | – | Glamorgan 180-5d (66) |
|                          |         | Remis                                |   |                       |

| 16. – 18. Juli Scorecard | Leicester | West Indians 370 (104.3) | – | Leicestershire 90 (35.5) & 103-6 (f/o) |
|                          |           | Remis                    |   |                                        |

| 27. – 29. Juli Scorecard | Nottingham | West Indians 362 (107) & 17-0 (2) | – | Nottinghamshire 247 (102.4) |
|                          |            | Remis                             |   |                             |

| 30. Juli – 1. August Scorecard | Chelmsford | West Indians 378 (99.3) & 280-3d (71) | – | Essex 250-9d (82.5) & 113-5 (35.1) |
|                                |            | Remis                                 |   |                                    |

## One-Day Internationals

### Erstes ODI in Birmingham
| 19. Mai Scorecard | Birmingham | West Indies 217 (55/55)       | – | England 219-4 (53/55) |
|                   |            | England gewinnt mit 6 Wickets |   |                       |

### Zweites ODI in Leeds
| 21. Mai Scorecard | Leeds | England 186-8 (55/55)       | – | West Indies 139 (46.3/55) |
|                   |       | England gewinnt mit 47 Runs |   |                           |

### Drittes ODI in London
| 23./24. Mai Scorecard | London (Lord's) | West Indies 178-7 (55/55)     | – | England 180-3 (50/55) |
|                       |                 | England gewinnt mit 7 Wickets |   |                       |

## Tests

### Erster Test in Nottingham
| 2. – 7. Juni Scorecard | Nottingham | England 245 (101) & 301-3 (108) | – | West Indies 448-9d (129.1) |
|                        |            | Remis                           |   |                            |

### Zweiter Test in London
| 16. – 21. Juni Scorecard | London (Lord’s) | West Indies 209 (67.5) & 397 (108) | – | England 165 (59) & 307 (86.5) |
|                          |                 | West Indies gewinnt mit 134 Runs   |   |                               |

### Dritter Test in Manchester
| 30. Juni – 5. Juli Scorecard | Manchester | England 135 (60.2) & 93 (42.4)                     | – | West Indies 384-7d (140.1) |
|                              |            | West Indies gewinnt mit einem Innings und 156 Runs |   |                            |

### Vierter Test in Leeds
| 21. – 26. Juli Scorecard | Leeds | England 201 (69.1) & 138 (61.5)    | – | West Indies 275 (81.2) & 67-0 (14.3) |
|                          |       | West Indies gewinnt mit 10 Wickets |   |                                      |

### Fünfter Test in London
| 4. – 8. August Scorecard | London (Oval) | England 205 (90.3) & 202 (89.1)   | – | West Indies 183 (59) & 226-2 (91) |
|                          |               | West Indies gewinnt mit 8 Wickets |   |                                   |